# Бельгаєв Гомбо Цибікович
Гомбо Цибікович Бельга́єв (нар. 1904, улус Харагун Тункинського відомства Іркутської губернії, тепер селище Зун-Муріно Тункинського району Бурятії, Російська Федерація — 1983, місто Улан-Уде, тепер Бурятія, Російська Федерація) — радянський діяч, голова Центрального виконавчого комітету Бурят-Монгольської АРСР, голова Президії Верховної Ради Бурят-Монгольської АРСР. Депутат Верховної Ради СРСР 1-го скликання (1937—1946).

## Біографія
Народився в родині селянина-бідняка. З 1914 по 1917 рік навчався в Торській початковій школі. У 1918 році вступив до Харбятського двокласного училища. У 1920 році обраний секретарем другої Куркутської сільської ради. У 1921 році вступив до комсомолу і організував комсомольський осередок у своєму селі. Працював у Тункинському районному комітеті ВЛКСМ, був головою сомонної ради, обирався заступником голови виконавчого комітету хошської ради Бурят-Монгольської АРСР.
Член ВКП(б) з 1926 року.
У 1926—1928 роках — у Червоній армії: служив у Бурятському кавалерійському полку РСЧА.
З 1928 по 1929 рік — слухач Іркутської школи радянського і партійного будівництва.
У 1929—1932 роках — завідувач культурно-пропагандистського відділу Тункинського аймачного комітету ВКП(б) Бурят-Монгольської АРСР, завідувач культурно-пропагандистського відділу Агінського аймачного комітету ВКП(б) Бурят-Монгольської АРСР.
У 1932 році — інструктор відділу пропаганди Бурят-Монгольського обласного комітету ВКП(б).
У 1932—1933 роках навчався в Інституті імені Наріманова в Москві.
У 1933—1935 роках — відповідальний редактор газети «Бурят-Моголон үнэн» («Бурят-Монгольська правда»).
У січні 1935 — квітні 1937 року — студент Ленінградського інституту живих східних мов (курсів редакторів-перекладачів), здобув спеціальність сходознавця-монголіста.
У квітні — серпні 1937 року — відповідальний редактор газети «Бурят-Моголон үнэн» («Бурят-Монгольська правда»). Одночасно у 1937—1938 роках — директор Бурят-Монгольського державного науково-дослідного інституту мови, літератури та історії.
У серпні 1937 — 6 липня 1938 року — голова Центрального виконавчого комітету Бурят-Монгольської АРСР. Одночасно у жовтні — листопаді 1937 року — в.о. голови Ради народних комісарів Бурят-Монгольської АРСР.
У липні 1938 — 25 червня 1940 року — голова Президії Верховної Ради Бурят-Монгольської АРСР. Одночасно у 1939—1943 роках — директор Бурят-Монгольського державного науково-дослідного інституту мови, літератури та історії. З січня 1940 року — начальник Управління у справах мистецтв при РНК Бурят-Монгольської АРСР.
У лютому 1943 — травні 1946 року — заступник голови Ради народних комісарів Бурят-Монгольської АРСР.
У травні 1946 — червні 1948 року — директор Бурят-Монгольського науково-дослідного інституту культури і економіки.
З 1948 року викладав у Ленінградському державному університеті. З 1951 року — завідувач кафедри загальної історії Бурят-Монгольського педагогічного інституту імені Доржі Банзарова.
У 1953—1965 роках — директор Бурят-Монгольського державного театру опери та балету. З 1965 року — відповідальний секретар Бурятського відділення Всеросійського театрального товариства.
Потім — на пенсії в місті Улан-Уде.

## Нагороди
- орден Трудового Червоного Прапора (24.12.1959)
- орден «Знак Пошани»
- медалі
- заслужений діяч мистецтв Бурятської АРСР